# Ctenophthalmus egregius
Ctenophthalmus egregius är en loppart som beskrevs av Peus 1964. Ctenophthalmus egregius ingår i släktet Ctenophthalmus och familjen mullvadsloppor.

## Underarter
Arten delas in i följande underarter:
- C. e. egregius
- C. e. celatus
- C. e. garganus